# آندریا اولمئانو
آندریا اولمئانو (به انگلیسی: Andreea Ulmeanu) ژیمناست زادهٔ ۱۵ مهٔ ۱۹۸۴ میلادی اهل کشور رومانی است.